# النمر العربي في السعودية
النمر العربي في السعودية هو أحد أنواع القطط البرية التي تستوطن أرض المملكة العربية السعودية، كجزء من وجوده في أنحاء الجزيرة العربية وخصوصا في المناطق الجبلية، وهو من الحيوانات النادرة، المهددة بالانقراض نتيجة لفقد موائلها الطبيعية وللصيد الجائر. وتقدر الأعداد الموجودة منه حاليا بنحو 200 نمر، ويعد من أصغر سلالات النمور وتسعى المملكة العربية السعودية للحفاظ على هذا النوع من النمور وإعادته إلى موطنه الطبيعي وإعادة موائله الطبيعية.

## التاريخ
ظهر النمر العربي في أفريقيا منذ 500 ألف عام، وهو أحد أهمّ أنواع الثدييات الموجودة في شبه الجزيرة العربية. أولى صوره المكتشفة، كانت عبارة عن رسم داخل كهف في منطقة الشويمس، جنوب شرق محافظة العلا، وكان من السهل التعرّف عليه من خلال ذيله الطويل، ووجهه المسطّح.

## الصفات
يعرف النمر العربي بمجموعةٍ من الصفات الظاهرية التي تميّزه، أهمها، لونه الفاتح وعيونه الزرقاء. ويُعدُّ النمر العربي أصغر من باقي سلالات النمور الأفريقية والآسيوية، حيث يتشابه الذكر مع الأنثى في عددٍ من الصفات، باستثناء كبر حجم الذكر. ويمتاز النمر العربي بذيله الطويل، الذي يُستعمل للتوازن أثناء التسلق.

## الانقراض
تم تصنيف النمر العربي من قبل الاتحاد الدولي للحفاظ على الطبيعة، على أنه مهدّدٌ بالانقراض، حيث لا توجد إحصائية دقيقة للعدد الإجمالي للنمور العربية التي تتواجد في الطبيعة، لكن قد يصل المجموع إلى ما يقارب 200 نمر.

## الصندوق العالمي لحماية النمر العربي
أعلنت الهيئة الملكية لمحافظة العلا في فبراير 2019 عن إنشاء الصندوق العالمي لحماية النمر العربي، وتخصيص ميزانية مبدئية بقيمة 25 مليون دولار لمبادرات حماية النمر العربي، ما يجعله الصندوق الأكبر من نوعه في العالم، والمخصص بالكامل لحماية النمر العربي، وتم تشغيل الصندوق بحلول نهاية العام 2019 بعد الانتهاء من مرحلة التخطيط الإستراتيجي والتجهيز التشغيلي.

## محمية شرعان
تعد محمية شرعان في محافظة العلا التي أطلقها ولي العهد السعودي الأمير محمد بن سلمان في فبراير 2019 أحد المواقع المختارة لتكون منطقة مناسبة لإطلاق وإعادة توطين النمر العربي في المستقبل.
وتهدف المحمية الطبيعية لإعادة تأهيل النظام البيئي الطبيعي، وإعادة توطين الأنواع الأصيلة في المنطقة، وتطوير الغطاء النباتي عن طريق زراعة أشجار الأكاسيا الأصيلة، وإطلاق الأنواع البرية في المحمية طبقا للمقاييس العالمية، وتحديداً وفقاً لإرشادات الاتحاد الدولي للحفاظ على الطبيعة.

## اليوم العالمي للنمر العربي
أقر مجلس الوزراء السعودي في 18 يناير 2022 تحديد اليوم العاشر من شهر فبراير من كل عام يوما للنمر العربي، وذلك بهدف نشر الوعي بالحفاظ عليه من الانقراض، ضمن جهود المملكة لحماية النمر العربي بعد أن تم إدراجه من قبل الاتحاد الدولي لحفظ الطبيعة في قائمة الحيوانات المهددة بالانقراض في العام 1996.

## كاتموسفير
في يوليو2021، أعلنت الأميرة ريما بنت بندر بن سلطان، عن إنشاء منظمة جديدة تحمل اسم "كاتموسفير"، وهي منظَّمة غير ربحية، تهدف إلى الحفاظ على حياة القطط البرية، ومن ضمنها النمر العربي.

## مسيرة كات ووك
- في 6 نوفمبر 2021، أعلنت منظّمة كاتموسفير عن مسيرة الكات ووك، حيث اجتمع المهتمون، وأعلنوا تضامنهم مع النمر العربي، من خلال المشاركة بالمسيرة في محمية شرعان الطبيعية في العلا، لنشر الوعي بأهمية المحافظة على النمر العربي.[11]
- في 10 فبراير 2024، أقيمت مسيرة "كات ووك 2024" بمدينة الملك عبد العزيز للعلوم والتقنية بالرياض، تزامنًا مع الاحتفال بأول يوم عالمي للنمر العربي.[12]
- في 10 فبراير 2024، انطلقت فعاليات مسيرة كات ووك 2024 بمحافظة أبوعريش برعاية مكتب التعليم بالمحافظة.[13]
- في 10 فبراير 2024، انطلقت فعاليات مسيرة كات ووك 2024 بمنطقة الباحة، تنفيذًا لتوجيهات أمير منطقة الباحة.[14]
- في 10 فبراير 2024، انطلقت فعاليات مسيرة كات ووك 2024 بمنطقة تبوك، ضمن شراكة استراتيجية بين نيوم وإمارة منطقة تبوك، بمشاركة أكثر من 2000 مشارك ومشاركة من أبناء وبنات المنطقة والمقيمين.[15]
- في 10 فبراير 2024، انطلقت فعاليات مسيرة كات ووك 2024 بجمهورية مصر العربية "القاهرة"، برعاية سفارة المملكة العربية السعودية بجمهورية مصر العربية.[16]